# 1177 (szám)
Az 1177 (római számmal: MCLXXVII) az 1176 és 1178 között található természetes szám.

## A szám a matematikában
A tízes számrendszerbeli 1177-es a kettes számrendszerben 10010011001, a nyolcas számrendszerben 2231, a tizenhatos számrendszerben 499 alakban írható fel.
Az 1177 páratlan szám, összetett szám, félprím. Kanonikus alakja 111 · 1071, normálalakban az 1,177 · 103 szorzattal írható fel. Négy osztója van a természetes számok halmazán, ezek növekvő sorrendben: 1, 11, 107 és 1177.
Hétszögszám.
Az 1177 ötvenegy szám valódiosztó-összegeként áll elő, ezek közül legkisebb a 4775.

## Csillagászat
- 1177 Gonnessia kisbolygó